# Olympische Winterspiele 2022/Teilnehmer (Portugal)
| Gelbes Symbol für Goldmedaillen mit stilisierten Olympischen Ringen | Graues Symbol für Silbermedaillen mit stilisierten Olympischen Ringen | Braundes Symbol für Bronzemedaillen mit stilisierten Olympischen Ringen |
| ------------------------------------------------------------------- | --------------------------------------------------------------------- | ----------------------------------------------------------------------- |
| —                                                                   | —                                                                     | —                                                                       |

Portugal nahm an den Olympischen Winterspielen 2022 in Peking zum neunten Mal in seiner Geschichte an Olympischen Winterspielen teil. Das Comité Olímpico de Portugal benannte eine Athletin und zwei Athleten als Teilnehmer.

## Teilnehmer nach Sportarten

### Ski Alpin
| Athleten         | Wettbewerbe  | 1. Lauf     | 1. Lauf | 2. Lauf     | 2. Lauf | Gesamt        | Gesamt        |
| Athleten         | Wettbewerbe  | Zeit        | Rang    | Zeit        | Rang    | Zeit          | Rang          |
| ---------------- | ------------ | ----------- | ------- | ----------- | ------- | ------------- | ------------- |
| Frauen           |              |             |         |             |         |               |               |
| Vanina Guerillot | Riesenslalom | 1:10,59 min | 55      | 1:06,33 min | 39      | 2:16,92 min   | 43            |
| Vanina Guerillot | Slalom       | 59,45 s     | 46      | DNF         | DNF     | ausgeschieden | ausgeschieden |
| Männer           |              |             |         |             |         |               |               |
| Ricardo Brancal  | Riesenslalom | 1:16,83 min | 42      | 1:20,57 min | 36      | 2:37,40 min   | 37            |
| Ricardo Brancal  | Slalom       | 1:06,24 min | 46      | 1:00,07 min | 38      | 2:06,31 min   | 39            |

### Skilanglauf
| Athleten    | Wettbewerbe     | Zeit        | Rang |
| ----------- | --------------- | ----------- | ---- |
| Männer      |                 |             |      |
| José Cabeça | 15 km Klassisch | 49:12,0 min | 88   |